# ACB Lagos FC
ACB Lagos FC – nigeryjski klub piłkarski z siedzibą w mieście Lagos, działający w latach 1972–1994, grający w niegdyś w pierwszej lidze nigeryjskiej.

## Stadion
Domowe mecze klub rozgrywał na stadionie o nazwie Onikan Stadium w Lagos, który mógł pomieścić 5 tys. widzów.

## Reprezentanci kraju grający w klubie
Stan na styczeń 2023.
- Alloysius Agu
- Augustine Eguavoen
- Friday Elahor
- Victor Ikpeba
- Wasiu Ipaye
- Godwin Iwelumo
- Stephen Keshi
- David Ngodigha
- Tony Nwaigwe
- Chidi Nwanu
- Henry Nwosu
- Monday Odiaka
- Godwin Odiye
- Uche Okafor
- William Okpara
- Ndubuisi Okosieme
- Richard Owubokiri